# Muhammad IV del Marocco
Muhammad ibn 'Abd al-Rahman (in arabo محمد الرابع‎?; Fès, 1810 – Fès, 11 settembre 1873) è stato un sultano marocchino.

## Biografia
Membro della dinastia alawide, succedette al padre Mulay 'Abd al-Rahman il 24 agosto 1859 e regnò fino alla sua morte, il 16 settembre 1873.
Durante il regno di suo padre, Muhammad comandò l'esercito marocchino che venne sconfitto dai francesi nella battaglia di Isly, nell'agosto 1844.
Dopo la sconfitta, con il permesso del padre, Muhammad, in qualità di capo dell'esercito lanciò una serie di importanti riforme militari nel 1845. Chiamò un gruppo di ufficiali Ottomani per addestrare le sue truppe e formare il primo reggimento in stile europeo (Askari), come supplemento alle solite guardie del palazzo (Abid al-Bukhari) e alle truppe tribali (ghish e nu'aib). Muhammad IV istituì a Fès la madrasat al-Muhandisin, una scuola di ingegneria militare. Muhammad IV fece tradurre vari libri di testo europei in materia di ingegneria e scienza. Fu personalmente coinvolto nella traduzione di opere di scienziati come Legendre, Newton e Lalande.